# Norodom Moninaeth
Norodom Moninaeth Sihanouk (tiếng Khmer: នរោត្ដម មុនីនាថ សីហនុ; phát âm tiếng Khmer: [nɔroːtɗɑm mɔniːniət səjhanuʔ]; nhũ danh Paule Monique Izzi, 18 tháng 6 năm 1936) là đương kim thái hậu Campuchia. Bà giữ vai trò vương phi năm 1952, nhưng chỉ vài tháng sau thăng vương hậu và tại vị đến năm 2004, với tư cách hôn thê của cố vương Norodom Sihanouk     (sinh năm 31 tháng 10, 1922). Tước hiệu đầy đủ của bà là "Samdech Preah Mahaksatrey Norodom Moninaeth Sihanouk" (tiếng Khmer: សម្តេចព្រះមហាក្សត្រី នរោត្តម មុនិនាថ សីហនុ), được suy tôn "Preah Voreakreach Meada Cheat Khmer" (tiếng Khmer: ព្រះវររាជមាតាជាតិខ្មែរ, Vương thái hậu Khmer). Ngày 18 tháng 7 - ngày sinh của bà - là một ngày lễ lớn tại vương quốc Campuchia.

## Tiểu sử
Norodom Monineath sinh ngày 18 tháng 6 năm 1936, tại Sài Gòn, Đông Dương thuộc Pháp, thuộc Việt Nam ngày nay. Tên khai sinh của bà là Paule-Monique Izzi, nên đôi khi bà còn được gọi là Vương hậu Monique. Cha của bà, ông Jean-François Izzi, là một ông chủ ngân hàng người gốc Pháp và Ý và là Giám đốc của Crédit Foncier tại Sài Gòn. Mẹ của bà là Pomme Peang đến từ Phnom Penh.
Norodom Monineath học tại trường tiểu học Norodom, trường trung học Sisowath, và trường Lycée René Descartes. Bà gặp vua Norodom Sihanouk vào năm 1951, khi ông trao giải nhất cho bà trong một cuộc thi Hoa khôi. Hai ông bà chung sống với nhau từ năm 1952 và chính thức kết hôn vào năm 1955, với tư cách là "người vợ thứ hai" (Sihanouk cưới người vợ chính thức của mình, Norodom Thavet Norleak, là "đệ nhất phu nhân" vào năm 1955, trước khi kết hôn với Monineath). Bà được miêu tả là người bạn thân thiết của vua Sihanouk.

## Con cái
Quốc vương Norodom Sihanouk và bà có hai người con trai:
- Norodom Sihamoni (sinh ngày 14 tháng 5 năm 1953); nay là Quốc vương Campuchia.
- Norodom Narindrapong (sinh ngày 18 tháng 9 năm 1954 - mất ngày 7 tháng 10 năm 2003)[1]

## Bảo trợ
- Chủ tịch danh dự Hội chữ thập đỏ Campuchia (giữ chức chủ tịch từ năm 1967 đến năm 1970).
- Đồng chủ tịch đảng FUNCINPEC (1989-1992).

## Vinh danh

### Campuchia
- Cambodia:
  -  Huân chương Hoàng gia Campuchia - đệ Nhất đẳng.[2]

### Nước ngoài
- Malaysia:
  -  Huân chương của Quân chủ vương quốc - danh dự (1996).
  -  Huân chương Bảo quốc - đệ Nhất đẳng (1963).[3]
- Ethiopia:
  -  Huân chương của Nữ hoàng Sheba - đệ Nhất đẳng (7 tháng 5 năm 1968).[cần dẫn nguồn]
- Mali:
  -  Huân chương nhà nước Mali - đệ Nhất đẳng (1973).[4]
- Trung Quốc: 
  - Huy chương Hữu nghị (6 tháng 11 năm 2020).[5]